# Dezső Perczel

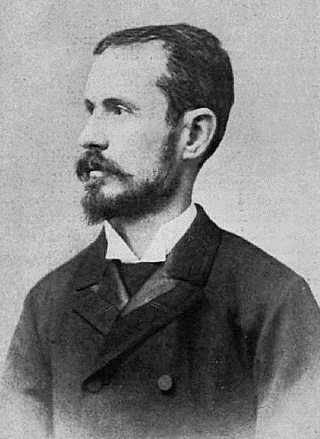
Dezső Perczel, 1895

Dezső Perczel von Bonyhád (* 18. Januar 1848 in Szekszárd; † 20. Mai 1913 in Bonyhád) war ein ungarischer Politiker, Innenminister und Präsident des Abgeordnetenhauses.

## Leben
Perczel wurde als Sohn des Justizministers und Richters Béla Perczel geboren. Nach dem Jurastudium in Budapest war er von 1877 bis 1887 Vizegespan des Komitats Tolna und wurde danach Reichstagsabgeordneter der Liberalen Partei. 1894 wurde er Vizepräsident des Abgeordnetenhauses und war von 15. Januar 1895 bis 26. Februar 1899 Innenminister im Kabinett von Dezső Bánffy. Während seiner Amtszeit setzte er kirchenpolitische Gesetze durch und griff hart gegen die Arbeiterbewegung und nationale Minderheiten durch. Im Anschluss war er von 1899 bis 1901 und von 1903 bis 1905 Präsident des Abgeordnetenhauses. 1910 war er Mitbegründer und später Präsident der Nationalen Partei der Arbeit (ung. Nemzeti Munkapárt).